# Serie 801 a 803 de CP
La Serie 801 a 803, igualmente identificada como Serie 800, y originalmente clasificada como Serie BA101 a 103, fue un tipo de locomotora de tracción a vapor, utilizada por la Compañía de los Caminhos de Ferro Portugueses de Beira Alta desde 1931, y posteriormente, por la Compañía de los Caminhos de Ferro Portugueses.

## Historia
Esta serie fue encomendada por la Compañía de los Ferrocarriles Portugueses de Beira Alta a la casa Henschel & Sohn para remolcar sus composiciones rápidas, conocidas como el Sud Expresso; fueron entregadas en 1931, siendo las últimas locomotoras a vapor de vía ancha adquiridas a Alemania.

## Características

### Descripción técnica
Poseían una gran potencia, siendo indicadas para vencer el difícil trazado de la Línea de Beira Alta. Así, fueron las más potentes locomotoras a vapor en Portugal, contando con cerca de 1700 kW. Se trataban de unas de las locomotoras a vapor más avanzadas en Portugal, utilizaban un sistema compound con 4 cilindros en bloque, siendo las únicas máquinas portuguesas para expresos equipadas con 4 ejes conjugados.

## Ficha técnica

### Características generales
- Tipo de tracción: Vapor[1]
- Potencia: 1700 kW[2]
- Ancho: Ibérica[1]
- Fabricante: Henschel & Sohn[1]
- Entrada en servicio: 1931[1]